# Большой Харъёган
Большой Харъёган (устар. Большой Харь-Юган) — река в Приуральском районе Ямало-Ненецкого АО. Устье реки находится в 202 км по левому берегу реки Глубокий Полуй. Длина реки составляет 33 км, в 18 км по правому впадает Малый Харъёган.

## Данные водного реестра
По данным государственного водного реестра России относится к Нижнеобскому бассейновому округу, водохозяйственный участок реки — Обь от впадения реки Северная Сосьва до города Салехард, речной подбассейн реки — бассейны притоков Оби ниже впадения Северной Сосьвы. Речной бассейн реки — (Нижняя) Обь от впадения Иртыша.